# Pilar Buepoyo Boseka
Pilar Buepoyo Boseka é uma política equatoguiniana. Ela foi membro do Parlamento Pan-Africano da Guiné Equatorial. Ela foi Vice-Ministra da Saúde e Meio Ambiente de 1999-2001.